# Mukasa
Mukasa, u Bagandów z Ugandy bóg zapewniający czcicielom płodność u kobiet i zwierząt oraz obfite plony. Według wierzeń zamieszkiwał wyspę Bukasa na Jeziorze Wiktorii, władał burzami, zapewniał obfite połowy i wywoływał fale. Uznawany za syna boga Musisi.